# Ålands socken
Ålands socken i Uppland ingick i Hagunda härad, ingår sedan 1971 i Uppsala kommun och motsvarar från 2016 Ålands distrikt.
Socknens areal är 37,27 kvadratkilometer varav 37,14 land. År 2000 fanns här 336 invånare.  Kyrkbyn Åland-Österby med sockenkyrkan Ålands kyrka ligger i socknen.  

## Administrativ historik
Ålands socken omtalas i skriftliga handlingar första gången 1291 ('in parochia Hulanum').
Vid kommunreformen 1862 övergick socknens ansvar för de kyrkliga frågorna till Ålands församling och för de borgerliga frågorna bildades Ålands landskommun. Landskommunen uppgick 1952 i Norra Hagunda landskommun som 1971 uppgick i Uppsala kommun. Församlingen uppgick 2006 i Norra Hagunda församling.
1 januari 2016 inrättades distriktet Åland, med samma omfattning som församlingen hade 1999/2000.  
Socknen har tillhört län, fögderier, tingslag och domsagor enligt vad som beskrivs i artikeln Hagunda härad. De indelta soldaterna tillhörde Upplands regemente, Lagunda (Hagunda) kompani.

## Geografi
Ålands socken ligger väster om Uppsala kring Sävaån. Socknen har dalgångbygd utmed ån och är i övrigt en svagt kuperad skogsbygd.

## Fornlämningar
Från järnåldern finns fem gravfält och fem fornborgar.  Två runstenar är funna.

## Namnet
Namnet skrevs 1220 Olanun och kommer från kyrkbyn. Namnet har tolkats som ett äldre namn på Sävaåns lopp och då innehållande ol, 'rem' i betydelsen 'böjning'. En annan tolkning är att det innehåller o- och lana/lane, 'stig, väg' och syfta på en dålig väg/stig.